# Ken André Olimb
Ken André Olimb (Oslo, 21 gennaio 1989) è un hockeista su ghiaccio norvegese.

## Carriera
Nei primi anni di carriera ha giocato con il Vålerenga Ishockey. Nella stagione 2008/09 si è trasferito al Frisk Asker, dove è rimasto per due stagioni prima di accasarsi al Leksands IF. Nel 2012 è passato al BIK Karlskoga, mentre dall'annata 2013/14 al 2018 ha giocato in Germania con il DEG Metro Stars.
In ambito internazionale, con la rappresentativa norvegese, ha preso parte ai Giochi olimpici invernali 2014 e a diverse edizioni dei campionati mondiali.